# Абрахам а Санта-Клара
Абрахам а Санта-Клара (лат. Abraham a Sancta Clara, справжнє ім'я Йоганн Ульріх Мегерле, 1644—1709) — німецький священник, ймовірно, найбільш впливовий проповідник в Південній Німеччині і Австрії кінця 17 і початку 18 ст. Один з найпопулярніших прозаїків і сатириків доби бароко.

## Біографія
Народився в 1644 в Креенгайнштеттен (Швабія) в селянській родині. Вступив в орден августинців і став священником у 1666 році. Прослуживши кілька років парафіяльним священником, Абрахам влаштувався в монастирі св. Августина у Відні, де знаходився до своєї смерті у 1709 році.
До важливих етапів його кар'єри слід віднести його призначення придворним проповідником при імператорі Леопольдові I (1677), обрання пріором монастиря, де він був ченцем (1680), і призначення провінціалом ордена августинців (головою однією з орденських провінцій).

## Праці
Протягом більш ніж 40-річної церковної діяльності у Відні Абрахам підготував понад 20 томів проповідей і повчальних творів. Широко популярними були трактати «Не забувай, Відень» (Mercks Wien, +1679) і «Вставайте, християни» (Auf, auf Ihr Christen, 1683), перший був написаний у зв'язку з епідемією чуми, що вразила Відня, другий — в зв'язку з облогою Відня турками.
Головна мета Абрахама полягала у вихованні громади та приведення її до більшої праведності. Цій меті служили такі видатні твори проповідника, як «Юда, архіплут» (Judas der Erzschelm, 1686—1695) та «Духовна дріб'язкова лавка» (Geistlicher Kramladen, 1709).

## Оцінка
Французький історик церкви Ґі Бедуел зазначає, що «Абрахам а Санта Клара зі своїм блазенством та вольностями мав великий успіх», однак по його смерті на зміну прийшла урівноваженіша і традиційніша проповідь.